# Bandeira da Ucrânia
A atual bandeira da Ucrânia foi adotada em 1992.
Possui duas cores (azul e amarelo) dispostas de maneira horizontal em uma tentativa clara de desmistificar as divisões regionais definidas verticalmente (leste e oeste).
O amarelo simboliza o trigo das estepes e o azul simboliza o céu ucraniano.
A combinação de azul e amarelo como símbolo das terras ucranianas vem da bandeira do Reino da Galícia-Volínia, no século XII. Como bandeira nacional, o bicolor azul e amarelo foi oficialmente usado desde a Primavera de 1848, quando foi hasteada sobre a prefeitura de Lviv. Foi oficialmente adotado como bandeira de Estado pela primeira vez em 1918, pela República Popular da Ucrânia Ocidental, e posteriormente pela República Popular da Ucrânia. Quando a Ucrânia fazia parte da União Soviética, a bandeira foi proibida e, antes de 1949, não havia bandeira oficial do Estado até a adoção da bandeira vermelho-azulada da RSS da Ucrânia. As pessoas que hasteavam as bandeiras azul-amarelas na Ucrânia soviética eram processadas como criminosas. A bandeira azul e amarela foi provisoriamente adotada para cerimônias oficiais em setembro de 1991 após a independência da Ucrânia, antes de ser  oficialmente restaurada em 28 de janeiro de 1992 pelo Parlamento da Ucrânia.
A Ucrânia celebra o Dia da Bandeira todos os anos em 23 de agosto, desde 2005.

## Descrição
A Constituição da Ucrânia afirma que as cores da bandeira são "azul e amarelo", mas outros corpos do Estado determinaram as cores. Na tabela abaixo as cores são dadas de acordo com a especificação técnica DSTU 4512: 2006:
| Sistema    | Azul            | Amarelo                  |
| ---------- | --------------- | ------------------------ |
| Pantone    | 2935 C          | 012 C                    |
| RAL        | 5019 Azul capri | 1023 Amarelo sinalização |
| RGB        | 0, 87, 184      | 255, 215, 0              |
| CMYK       | 100, 52, 0, 0   | 0, 16, 100, 0            |
| Web colors | #005bbb         | #ffd500                  |
| RYB        | 0, 61, 187      | 50, 255, 0               |

Há também críticas em relação aos tons. Há especialistas que argumentam que, de acordo com as regras da heráldica, o atual conjunto de cores não pode coexistir.  O chefe da Sociedade Heráldica Ucraniana apontou que não é a heráldica, mas sim a vexilologia, que estuda bandeiras.

## Protocolo e uso
O artigo 20 da Constituição da Ucrânia afirma que: "a bandeira do Estado da Ucrânia é uma bandeira de duas bandas horizontais igualmente dimensionadas de cor azul e amarela" (em ucraniano: "Державний Прапор України - стяг із двох рівновеликих горизонтальних смуг синього і жовтого кольорів").

### Bandeiras verticais

Bandeira vertical

Além do formato horizontal normal, muitos edifícios públicos, como o prédio do Parlamento (Verkhovna rada), usam bandeiras verticais. A maioria das prefeituras hastea a bandeira da cidade junto com a bandeira nacional; algumas bandeiras de cidades na Ucrânia existem apenas na forma vertical. As proporções dessas bandeiras verticais não são especificadas. Quando pendurada como uma faixa ou drapeada, a faixa azul deve estar à esquerda, como ilustrado. Quando hasteada em um mastro vertical, a faixa azul deve estar do lado do mastro.

### Selos
A bandeira não aparecia nas edições oficiais dos selos postais ucranianos até os lançamento de 1992, que mostravam a bandeira com o brasão do Estado. Desde então, a bandeira aparece frequentemente em selos. Selos Cinderela da Organização dos Nacionalistas Ucranianos foram impressos fora da Ucrânia durante o período soviético, servindo a propósitos patrióticos.

### Decoração

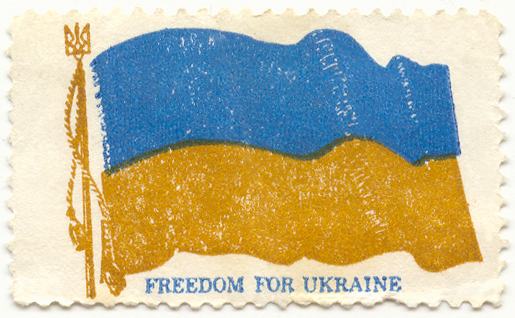
Selo Cinderela "Liberdade para a Ucrânia". Bandeira ucraniana com franja dourada e um brasão de armas em cima do mastro.

Tradicionalmente, a bandeira pode ser decorada com uma franja dourada em torno do perímetro da bandeira, desde que não altere a bandeira propriamente dita. O começo dessa tradição foi com a bandeira da RSS ucraniana. A Grande Enciclopédia Soviética mostra uma bandeira decorada com uma estrela dourada. Exibições cerimoniais da bandeira, como aquelas em desfiles ou em postes internos, costumam usar uma franja para realçar a beleza da bandeira. Nenhuma lei específica rege a legalidade dessa franja. Tradicionalmente, o Exército, a Guarda, a Marinha e a Força Aérea usam uma bandeira com franjas para desfiles, guardas de monumentos e exibições internas, enquanto o Gabinete do Presidente e as autoridades locais usam uma bandeira com franjas para todos os fins.

### Locais de exibição contínua
A bandeira da Ucrânia é exibida de forma permanente em determinados locais:
- Maidan Nezalezhnosti, principal praça de Kiev, local tradicional de comícios políticos, incluindo quatro campanhas radicais de protesto em grande escala (Revolução Laranja e Euromaidan).
- Prédio da Administração Presidencial, edifícios da Verkhovna Rada e Budynok Uryadu.
- Conselho da cidade de Kiev
- Castelo de Lviv
- Base de Pesquisa Vernadsky
- Nos serviços do Serviço de Guarda de Fronteiras do Estado da Ucrânia.
- Edifícios governamentais nacionais, regionais e locais

Dias específicos para exibição
A bandeira deve ser especialmente exibida nos seguintes dias:
- Janeiro: 1 (Dia de Ano Novo), 7 (Natal Ortodoxo), 22 (Dia da Reunião da Ucrânia)
- Março: 8 (Dia Internacional da Mulher)
- Maio: 1 e 2 (Dia Internacional dos Trabalhadores), 9 (Dia Memorial )
- Junho: 28 (Dia da Constituição)
- Agosto: 24 (Dia da Independência)
- Novembro: 21 (Dia da Dignidade e Liberdade)

### Hasteamento a meio mastro
A bandeira é içada a meio mastro como sinal de respeito ou luto. Em todo o país, esta ação é proclamada pelo presidente. Meio mastro significa que a bandeira está voando dois terços do caminho até o mastro com pelo menos a altura da bandeira entre o topo da bandeira e o topo do mastro. Fitas negras indicam luto em faixas que não podem ser baixadas para a metade da mastro.
- 4º Sábado de Novembro: Dia de Recordação das Vítimas do Holodomor
- Outros casos históricos: vítimas de grandes acidentes; Guerra em Donbass e Euromaidan;  morte de Lech e Maria Kaczyński; funeral do Papa João Paulo II, ataques de 11 de setembro.

## Dia da Bandeira

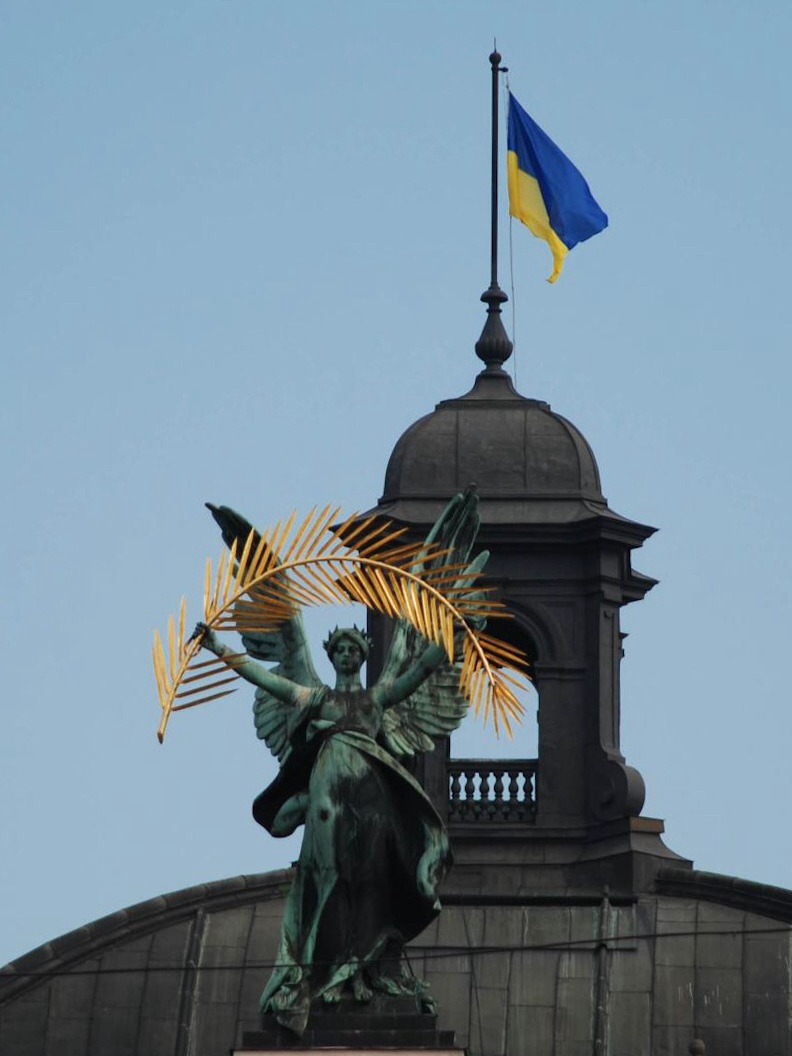
Bandeira no Teatro e Ópera de Lviv

23 de agosto é comemorado como o dia da bandeira nacional na Ucrânia desde 2005. 24 de julho era o Dia da Bandeira Nacional em Kiev. O primeiro hasteamento cerimonial da bandeira ucraniana amarela e azul nos tempos modernos ocorreu em 24 de julho de 1990, no mastro de bandeira do Conselho da Cidade de Kiev, dois anos antes da bandeira ser oficialmente adotada como a bandeira nacional. Desde 1992, o Dia da Independência da Ucrânia é comemorado em 24 de agosto. Após o decreto do governo, a bandeira deve ser hasteada de edifícios públicos nesta data e em alguns outros feriados.
As bandeiras também devem ser hasteadas em dias de eleição para o Verkhovna Rada, o parlamento ucraniano, além de outros dias de bandeira regionais. A exibição pública de bandeiras para marcar outros eventos, como a eleição do presidente ou a morte de um político proeminente (quando a bandeira fica a meio mastro), pode ser declarada a critério do Gabinete de Ministros. Quando as bandeiras precisam ser hasteadas a meio mastro, as bandeiras verticais não são baixadas. Em vez disso, é colocada uma fita preta de luto, em cima do mastro (se pendurada em um poste) ou em cada extremidade das vigas de sustentação da bandeira (se voada como um estandarte).

## História

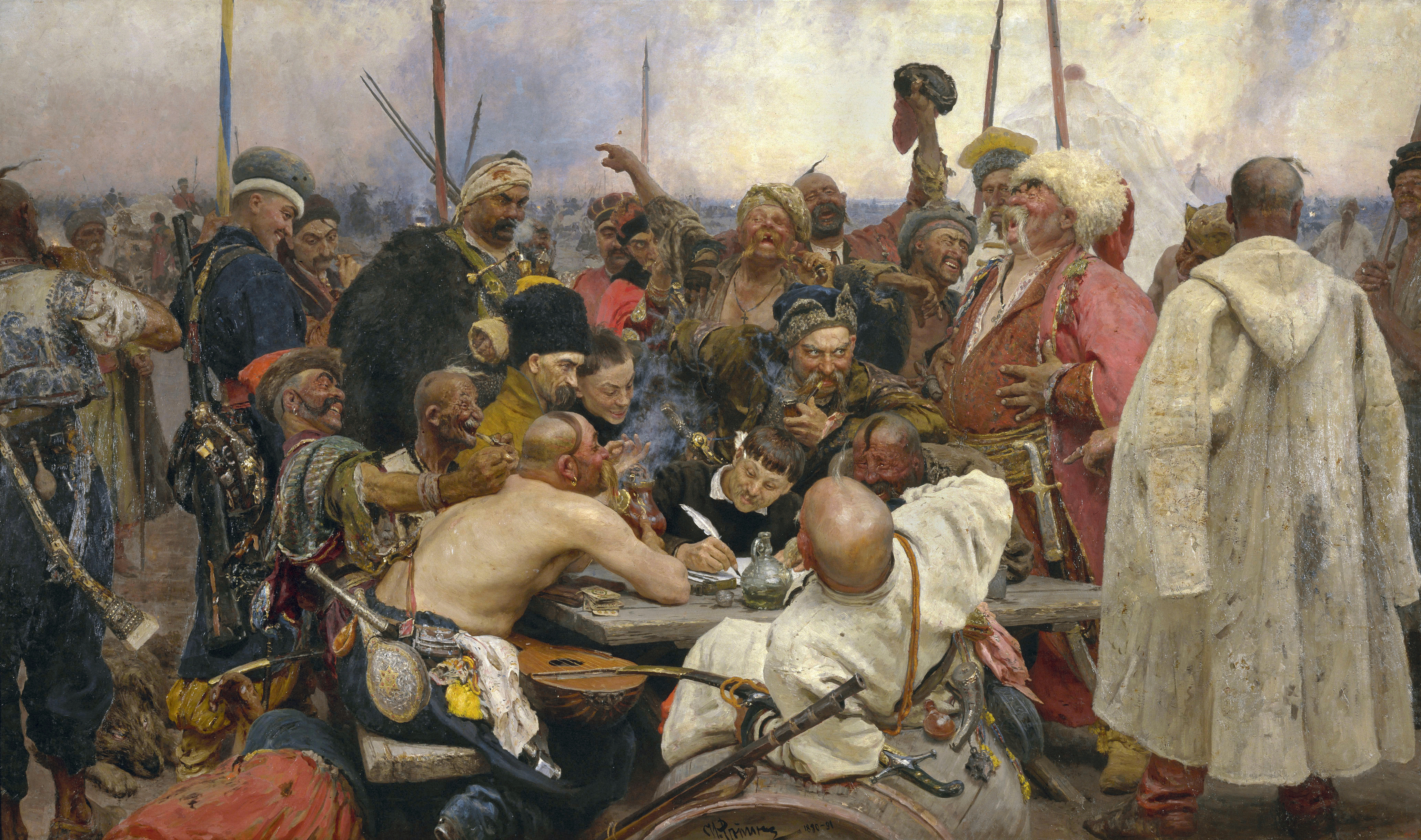
Bandeiras cossacas representadas em Resposta dos Cossacos Zaporozhianos, de Ilya Repin, 1880–1891.

As raízes dos símbolos nacionais ucranianos vêm de antes dos tempos cristãos, quando o amarelo e o azul prevaleciam em cerimônias tradicionais, simbolizando o fogo e a água. A evidência mais antiga das cores amarela e azul pode ser traçada até a Batalha de Grunwald, na qual participaram de milícias de várias terras da União Polaco-Lituana.

Paisagem agrícola típica da Ucrânia, Oblast de Kherson

Os estandartes amarelo-azul, vermelho-preto e vermelho-carmesim  foram bastante utilizados pelos cossacos entre os séculos XVI e XVIII. Essas não eram as únicas combinações possíveis, já que normalmente os cossacos voavam com estandartes de hetman, semelhantes aos brasões da nobreza. Além disso, amarelo e azul eram as cores comuns nos brasões da Galícia. Na verdade, o brasão de armas de Lviv até hoje continua sendo um leão dourado em um campo azul.
Alguns sugerem que a adoção da atual bandeira nacional da Ucrânia ocorreu durante a Primavera dos Povos, em 22 de abril de 1848,  quando uma bandeira amarela e azul foi adotada pelo Conselho Ruteniano Principal, em Lemberg (Lviv), a capital do Reino da Galícia e Lodoméria, içada pela primeira vez no magistrado da cidade. Embora essa atitude não tenha tido consequências significativas, as recém-formadas divisões ucranianas do exército austríaco usaram bandeiras amarelas e azuis em suas insígnias.

Durante a Revolução Russa de 1905, esta bandeira começou a ser usada por ucranianos da Ucrânia de Dnieper, a parte russa da Ucrânia.

Bandeiras de terras rutenas na batalha de Grunwald, 1410
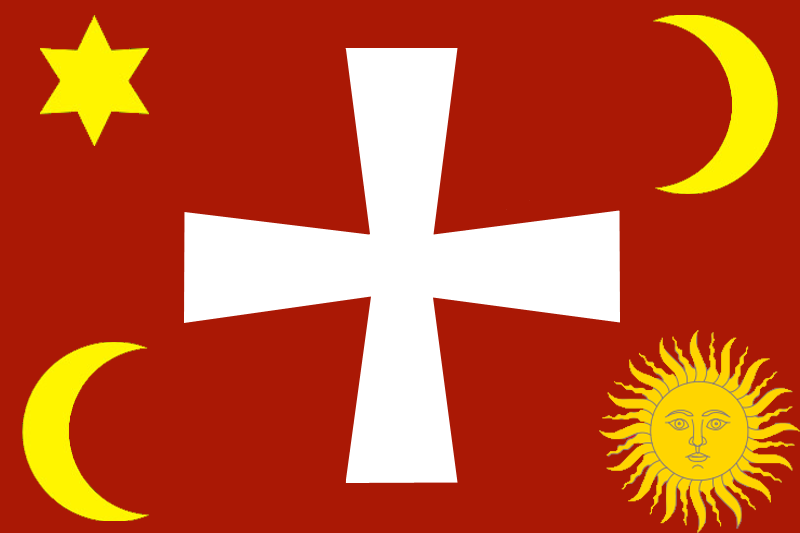
Estandarte de Zaporizhian Sich antes de 1775
Bandeira de armas do Hetmanato cossaco (1649–1764)
Bandeira do Host Cossaco do Mar Negro, 1803
Variante da bandeira nacional desde 1848

### Primeira república: 1917-1921
Bandeiras azul-amarelo e amarelo-azul foram amplamente utilizadas durante a luta ucraniana pela independência em 1917. Pela primeira vez no Império Russo, a bandeira azul-amarela foi hasteada em 25 de março de 1917 em Petrogrado, durante um protesto com 20 mil pessoas. No território da Ucrânia russa (Pequena Rússia), a bandeira nacional da Ucrânia foi içada pela primeira vez em Kiev, em 29 de março de 1917, por soldados. Em 1 de abril de 1917, Kiev viu uma manifestação de 100 mil pessoas que levavam mais de 320 bandeiras nacionais. Depois disso, uma demonstração similar com bandeiras ucranianas ocorreu em todo o Império Russo, mesmo fora das terras étnicas ucranianas. Numerosos políticos ucranianos escreveram suas lembranças sobre a manifestação de 1º de abril, como Mykhailo Hrushevsky e Serhiy Yefremov, afirmando que havia bandeiras azuis e amarelas, enquanto Dmytro Doroshenko alegou que eram amarelo e azul. A bandeira azul-amarela foi hasteada no Primeiro Congresso Militar Ucraniano em 18 de maio de 1917.
Existem fontes confiáveis que indicam que a bandeira oficial foi declarada pela República Popular da Ucrânia em 1918 é azul-amarela. Algumas fontes mencionam que o amarelo-azul foi adotado pelo Tsentralna Rada em 22 de março de 1918. Outras fontes apontam que não existe prova concreta de tal decisão. Em vez disso, eles se referem à decisão sobre a Bandeira da Frota, que foi definida como azul-amarelo-claro como uma indicação de que a bandeira oficial era azul-amarela clara. Também foram adotadas outras bandeiras de serviço da República Popular da Ucrânia.
A bandeira oficial do Hetmanate de Pavlo Skoropadsky também era azul-amarelo claro e se tornou o mesmo sob o Diretório de Symon Petlura. A bandeira da República Nacional Ucraniana Ocidental era azul e amarela. Os sovietes anarquistas que atuaram durante a guerra civil usaram a bandeira negra.
Novos estudos também mostram que as formações de Nestor Makhno em 1920 também lutaram sob as bandeiras azuis e amarelas.

Entre as organizações de imigrantes ucranianos havia proponentes de bandeiras azul-amarelo e amarelo-azul. Eventualmente, foi acordado usar a bandeira azul-amarela até que a questão fosse resolvida na Ucrânia independente.

Bandeira da República Popular da Ucrânia (não oficial, 1917)
Bandeira da República Popular da Ucrânia Ocidental e da República de Hutsul (1918–1920)
Bandeira da Ucrânia Verde (Transcatai)
Bandeira do Território Livre

### Ucrânia Soviética: 1922-1991
A primeira bandeira da República Socialista Soviética Ucraniana foi adotada em 10 de março de 1919, para servir como símbolo de estado da Ucrânia Soviética. Detalhes da bandeira oficial mudaram periodicamente antes do desmembramento da União Soviética em 1991, mas todos eram baseados na bandeira vermelha da Revolução de Outubro na Rússia e uma réplica exata da Rússia Soviética. A primeira bandeira foi vermelha com as letras cirílicas douradas У.С.С.P. (USSR, sigla para Ukrayinskaya Sotsialisticheskaya Sovetskaya Respublika no idioma russo). Na década de 1930, uma borda dourada foi adicionada. Em 1937, uma nova bandeira foi adotada, com um pequeno martelo e foice adicionados acima das letras serifadas cirílicas У.Р.C.Р. (URSR, para Ukrayins'ka Radyans'ka Sotsialistychna Respublika no idioma ucraniano.
Em 1949, a bandeira da Ucrânia soviética foi mudada mais uma vez. A União Soviética conseguiu obter dois assentos adicionais nas Nações Unidas, acrescentando como membros a Ucrânia junto com a Bielorrússia. A mudança deveu-se ao fato de que todas as bandeiras soviéticas eram a mesma. A nova bandeira ucraniana consistia de uma faixa vermelha (superior, 2/3) e azul (inferior, 1/3), com a estrela dourada, martelo e foice no canto superior esquerdo. Os líderes do partido comunista, como Khrushchev e Kaganovich, tinham medo de usar palavras azuis e azul claro, que eram usadas pela diáspora ucraniana.

Durante o período soviético, houve várias tentativas não-oficiais de içar a bandeira nacional azul e amarela. Em 1958, na aldeia de Verbytsia, Khodoriv Raion, foi estabelecido um grupo clandestino, cujos membros, à noite, erguiam bandeiras nacionais e distribuíam panfletos anti-soviéticos.

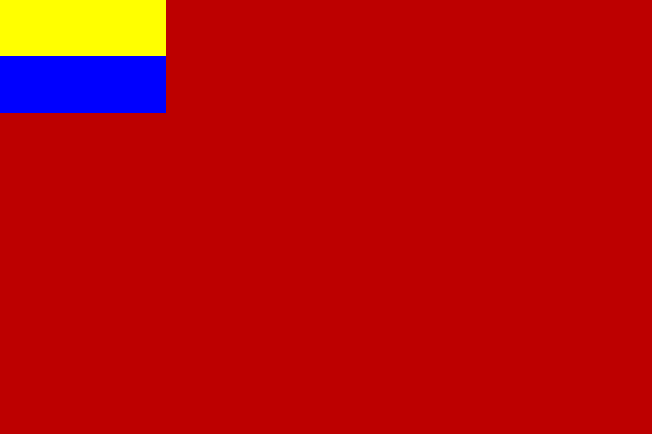
Bandeira da República Popular da Ucrânia dos Sovietes 1917-1918
Bandeira vermelha
1919–1929
1929–1937
1937–1949
1949–1991

### Ucrânia no entre-guerras
A Organização dos Nacionalistas Ucranianos é uma organização política ucraniana criada em 1929 na Ucrânia Ocidental (na época, em guerra contra a Polônia). Durante muito tempo a Organização não tinha oficialmente a sua própria bandeira, no entanto durante a agressão húngara e polaca contra a Ucrânia dos Cárpatos em 1938, o Sich Cárpato, uma ala militarizada da Organização, adotou a sua bandeira, com o emblema nacional da Organização - um tridente dourado sobre um fundo azul. A bandeira foi finalizada e adotada oficialmente pela organização somente em 1964, durante a 5ª Assembleia de Nacionalistas Ucranianos.

O Exército Insurgente Ucraniano (EIU) uma força paramilitar nacionalista ucraniana e depois um exército partidário que se envolveu em uma série de conflitos de guerrilha durante a Segunda Guerra Mundial contra a Alemanha nazista, a União Soviética, a Checoslováquia e ambos os governos que afirmavam representar a Polônia, tanto o clandestino quanto o comunista. O grupo era a ala militar da Organização dos Nacionalistas Ucranianos - facção Bandera (ONU-B), formada em Volínia durante a primavera e o verão de 1943. Sua data oficial de criação é 14 de outubro de 1942, dia de Intercessão da festa de Teótoco. A bandeira de batalha do EIU consistia de uma faixa vermelha e uma preta, com proporção de 2: 3. A bandeira continua a ser um símbolo do movimento nacionalista ucraniano. As cores da bandeira simbolizam 'o sangue vermelho ucraniano, derramado na terra negra ucraniana'.

Bandeira do Exército Insurgente Ucraniano e da Organização dos Nacionalistas Ucranianos (de Bandera)
Bandeira da Organização de Nacionalistas Ucranianos (de Melnyk)
Bandeira de Ucrânia dos Cárpatos e governo nacional ucraniano (1941)

### Retorno da bandeira nacional

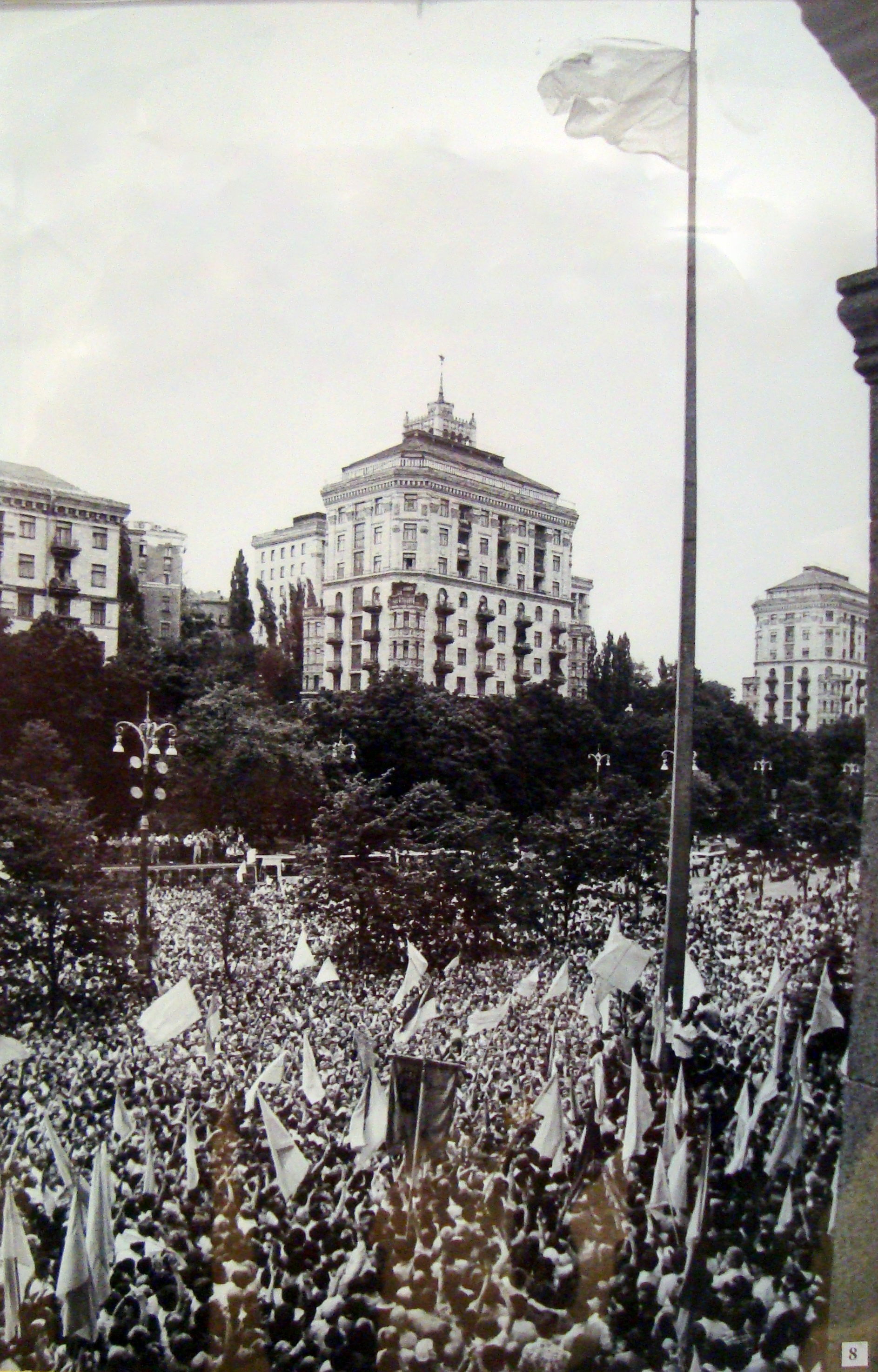
A bandeira nacional ucraniana foi levantada fora da Prefeitura de Kiev pela primeira vez em 24 de julho de 1990.

Sob a influência dos anos perestroika e glasnost de Mikhail Gorbachev, as repúblicas soviéticas individuais fortaleceram seu senso de identidade nacional, o que levou ao colapso da União Soviética em 1991. Isso dizia respeito aos três estados bálticos e ao oeste da Ucrânia, que foram os últimos territórios anexados à União Soviética. Esses esforços foram acompanhados com tentativas de restaurar os respectivos símbolos nacionais históricos. Em 1988, o Soviete Supremo da RSS lituana restabeleceu o brasão histórico da Lituânia como símbolo do estado. Os parlamentos da Letônia e da Estônia logo o seguiram.
Os eventos nos países bálticos levaram a processos semelhantes na Ucrânia. Particularmente, a Ucrânia Ocidental e a capital ucraniana, Kiev, realizavam constantemente manifestações políticas com as bandeiras nacionais amarelo e azul acima das cabeças dos manifestantes.
- Em 14 de março de 1990, a bandeira ucraniana foi levantada pela primeira vez após o estabelecimento da União Soviética na pequena cidade de Stryi.[19]
- Em 20 de março de 1990, o conselho da cidade de Ternopil votou sobre o uso e restabelecimento da bandeira amarela e azul e do tryzub, bem como do hino nacional Shche ne vmerla Ukrainy. No mesmo dia, a bandeira nacional amarela e azul foi hasteada pela primeira vez em cerca de 80 anos em um prédio governamental em Kiev, substituindo a então bandeira oficial vermelho-azul da RSS da Ucrânia.
- Em 28 de abril de 1990, o conselho do oblast (oblasna rada) de Lviv também permitiu o uso dos símbolos nacionais da Ucrânia dentro do Oblast.
- Em 29 de abril de 1990, a bandeira amarela e azul foi içada no mastro do teatro da cidade de Ternopil, sem a bandeira oficial da União Soviética pendurada acima.
- Depois de 24 de julho de 1990, a bandeira amarela e azul foi hasteada pela primeira vez em um edifício governamental oficial do Conselho da Cidade de Kiev, na praça Maidan Nezalezhnosti da rua Khreschatyk.[20]
- Após a declaração de independência da Ucrânia em 24 de agosto de 1991, a bandeira nacional amarela e azul voou pela primeira vez sobre o prédio do parlamento ucraniano (Verkhovna Rada) em 4 de setembro de 1991.

## Controvérsias e críticas

### Origem
Uma versão da história da bandeira controversa é a de que, desde as primeira versões conhecidas do brasão de armas de Kiev, estiveram presentes as cores amarelo e azul. Isso indicaria que esta tradição vem desde as raízes nórdico-eslavas da Ucrânia, com Volodymyr, o Grande Konung de Kyiv, ou até mais cedo,desde a adoção do cristianismo bizantino. Quando a batalha de Poltava foi realizada, os cossacos de Mazepa lutavam sob as bandeiras amarelo-azuladas, enquanto seus aliados suecos sob bandeiras amarelas.
Na realidade, no entanto, a coloração azul-amarelada remonta a Rússia de Quieve, como uma versão inicial do Tryzub, brasão nacional da Ucrânia, ostentava a mesma coloração que o selo de Esvetoslau I de Quieve (945).

### Amarelo-azul vs. azul-amarelo
Os ucranianos comumente se referem à bandeira como amarelo e azul claro (em ucraniano: жовто-блакитний, zhovto-blakytnyi), uma versão diferente da bandeira usada durante os anos da República Nacional Ucraniana (1917-1921) com amarelo no topo e azul embaixo. O amarelo no topo representa cúpulas douradas de igrejas cristãs e o azul do rio Dniepre.
Deve notar-se que, embora a maioria dos ucranianos identifique a sua bandeira na língua falada como "amarelo e azul claro", a bandeira atual é azul (a banda superior) e amarela (a banda inferior). A questão é bastante significativa, porque a alteração histórica da bandeira (de amarelo-azul para azul-amarelo) não afetou a língua falada. Em 1848 a bandeira era de fato amarelo e azul, e mais tarde foi mudado para azul e amarelo. A explicação comum de "céu azul acima do campo de trigo amarelo" foi inventada por volta dessa época, e, embora esta evocação de uma paisagem ucraniana não tenha nada a ver com a escolha de cores ou a história do original amarelo e azul, certamente formou a concepção dos ucranianos sobre sua bandeira.
O chefe da Sociedade Heráldica Ucraniana, Andriy Grechylo, aponta para o fato de que a discussão sobre a ordem das cores estava ocorrendo já em 1918. Não obstante, ambos os governos da República Popular da Ucrânia, bem como o Estado ucraniano, definiram que a metade superior seria azul-clara, enquanto a inferior seria amarela. Durante 1918 foi levado em consideração que o azul claro perderia desbotaria sob o sol, portanto foi decidido tornar a cor mais escura.
Já no esboço de 1918 da Constituição da República Nacional da Ucrânia, a ordem das cores era definida como azul e amarelo. A mesma ordem pode ser encontrada em atos legislativos da República Popular da Ucrânia Ocidental para novembro de 1918 e da Ucrânia dos Cárpatos em 15 de março de 1939. O argumento sobre a ordem das cores estava ocorrendo também na diáspora ucraniana. Em 1949, foi decidido que, até que a Ucrânia não tivesse uma única bandeira nacional definida, a diáspora estaria usando a bandeira azul-e-amarela.

### Tentativas de reviver bandeiras soviéticas

Estandarte da Vitória, hasteado sobre o Reischtag, em Berlim, em 1º de maio de 1945

Em 21 de abril de 2011, a Verkhovna Rada adotou uma lei que permite levantar o Estandarte da Vitória no Dia da Vitória. O atual Estandarte da Vitória foi adotado na Rússia em 2007. Em 20 de maio de 2011, a lei foi assinada pelo presidente da Ucrânia, Viktor Ianukovytch. Em 17 de junho de 2011, o Tribunal Constitucional da Ucrânia reconheceu a lei como não-constitucional e propôs o parlamento implementar emendas necessárias à Constituição da Ucrânia. Em 9 de abril de 2015, o parlamento ucraniano aprovou uma legislação sobre descomunização proibindo a promoção de símbolos de “regimes totalitários comunistas e nacional-socialistas”. A partir de então, os símbolos soviéticos, como o Estandarte da Vitória, só são permitidos se estiverem localizados em um cemitério.

## Bandeira do Chefe-de-Estado
Ao longo da história da Ucrânia, vários chefes de estado usaram bandeiras diferentes. Os desenhos diferem de acordo com a época histórica em que foram usados e de acordo com a cena política na Ucrânia na época. A primeira bandeira a ser usada por um chefe de Estado da Ucrânia foi a de Pavlo Skoropadskyi. O desenho atual, a bandeira do Presidente da Ucrânia, foi adotado em 1991

Selo Real do Hetman da Ucrânia (1918)
Selo presidencial

## Bandeiras Militares

Forças Armadas
Forças terrestres
Forças aéreas
Guarda Nacional
Bandeira naval
Bandeira da Guarda Costeira

### Bandeiras históricas

Bandeira naval da República Popular da Ucrânia
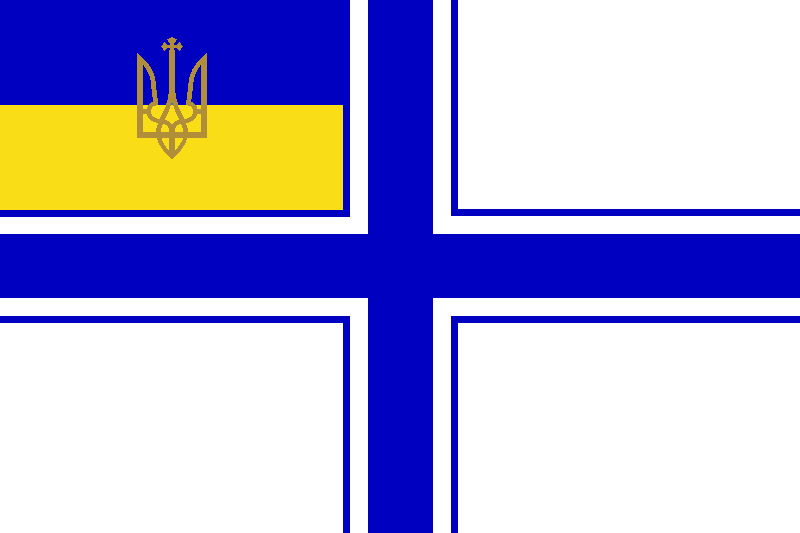
Bandeira naval do estado ucraniano (1918-1992)
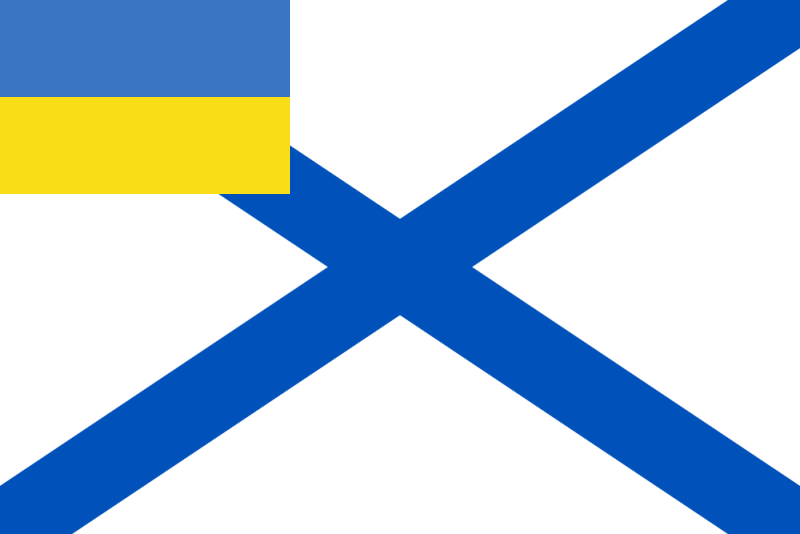
Bandeira naval do estado ucraniano (1918)
De 1 de outubro de 1992 a 1995. Esta bandeira foi usada como bandeira naval da Frota do Mar Negro da Federação Russa e da Ucrânia.
Bandeira naval da Ucrânia (1994)
Bandeira Naval da Ucrânia (1992)